# Stefan Steć
Stefan Steć (Varsòvia, 20 de novembre de 1964 - La Haia, 29 de setembre de 2005) fou un major de les Forces Armades de Polònia. L'any 1994 va actuar com a agent pacificador dins les forces d'UNAMIR a Ruanda sota el comandament del general Roméo Dallaire. Per la seva dedicació salvant vides durant el genocidi de Ruanda assumint el risc de la seva, va ser guardonat pel president polonès Lech Wałęsa amb la Creu del Mèrit per la Valentia (polonès: Krzyż Zasługi za Dzielność). Va morir als 41 anys a causa de complicacions derivades del trastorn d'estrès postraumàtic.

## Joventut i servei a l'UNTAC
Stefan Steć va començar els seus estudis l'any 1982 a la Universitat Militar de Tecnologia de Varsòvia, però després es va oferir voluntari per al servei de les forces de manteniment de la pau poloneses i va completar la seva formació al Centre Pacificador Polonès de Kielce-Bukówka.
En la seva primera missió de l'ONU va ser assignat l'any 1992 a les forces de la UNTAC a Phnom Penh, la capital de Cambodja. L'objectiu de la missió era supervisar les primeres eleccions parlamentàries d'aquest país. Polònia va proporcionar un contingent a la mida d'un batalló que contenia unitats d'enginyeria i logística que reparaven carreteres i ponts, com també proporcionaven unitats operatives amb aigua, menjar i combustible. La missió va finalitzar el setembre de 1993.

## Servei a l'UNAMIR durant el Genocidi de Ruanda
La seva pròxima missió va ser la petita i poc equipada missió "UNAMIR-1", destinada a supervisar la transició de la dictadura a la democràcia a Ruanda i descrita per polítics optimistes com a "clàssica". Només cinc oficials i cadets polonesos, principalment de la missió finalitzada per la UNTAC a Cambodja, van servir a la missió de la UNAMIR d'octubre de 1993 a març de 1996. Van arribar a Kigali al novembre i al desembre de 1993 i la seva tasca era preparar els plans i l'organització de suport logístic de la UNAMIR-1.
A l'arribar, Steć va notar, no obstant, que els altres soldats de l'ONU feien referència a la missió com a "missió impossible" a causa del racisme, el poder paramilitar hutu de l'Interahamwe i els abusos dels drets humans. "Semblava que estàvem asseguts en un barril de pólvora, esperant una espurna. (...) el genocidi va quedar a l'aire", i "la comunitat internacional estava jugant per temps, esperant una solució final al problema ruandès". Però ningú no hauria pogut imaginar la magnitud del que havia de venir.
Quan el genocidi a Ruanda va començar el 6 d'abril de 1994, Steć va ser un dels primers oficials de les Nacions Unides (amb el major polonès Marek Pazik, el major canadenc Brent Beardsley i un equip de tres unitats de Bangladesh), el qual va ser convocat per altres dos oficials polonesos de la UNAMIR, els majors Jerzy Mączka i Ryszard Chudy, arribats mitjançant transport blindat de personal (APC) txec a la ubicació d'una massacre a Gikondo, la primera descoberta per la UNAMIR. Steć va gravar els cossos amb la seva càmera de vídeo per aconseguir la prova d'un possible genocidi i va ser el primer oficial de la UNAMIR a utilitzar aquesta paraula. Com es va assenyalar més endavant "ens van prohibir explícitament utilitzar la paraula genocidi en la nostra correspondència amb Nova York".
Les massacres com la de Gikondo es convertirien en quelcom habitual. "Vam tenir un genocidi ben organitzat a través del país".
Es calcula que 10.000 persones van ser assassinades cada dia per la Interahamwe. Steć i el seu company polonès Marek Pazik van ser assignats pel Comandant de la Força, el general "BGen" (Brigader General) Roméo Dallaire, amb la creació d'una cèl·lula d'assistència humanitària per coordinar i organitzar equips de rescat i així salvar els tutsis sota l'amenaça dels extremistes. El 15 d'abril de 1994, havien ideat un pla per a la creació de zones segures i un pla inicial per coordinar subministraments d'ajuts de les agències de les Nacions Unides i de les ONGs que encara funcionen al país, així com un pla per protegir els ruandesos vulnerables. Els seus primers esforços en aquest sentit van ser lliurats al coronel Clayton Yaache de Ghana que havia estat assignat pel BGen Dallaire per establir formalment i dirigir la Cèl·lula d'Assistència Humanitària (HAC) de la UNAMIR, que en aquest moment consistia en Steć, Pazik i dos canadencs recentment desplegats: els majors Luc-Andre Racine i Donny MacNeil. Malauradament, els plans desenvolupats per Steć i Pazik no es podrien implementar completament a causa de les preocupacions sobre l'aplicació pel Consell de Seguretat de l'ONU, o més concretament a París, Londres, Washington D.C. i Brussel·les. "Enlloc de salvar persones, es va encarregar a la UNAMIR de perseguir la tasca gairebé impossible d'aconseguir que el govern ruandès i el Front Patriòtic Ruandès, que havien travessat la zona desmilitaritzada, intervinguessin en nom de la població tutsi amenaçada, per acordar un cessament del foc enmig de la carnisseria de matances que es van produir a tot el país i els anuncis de genocidi que es van emetre per part del Govern controlats per Radio Rwanda. Bàsicament, a Stec li va semblar que la UNAMIR "no salvaria la gent, sinó que jugaria a fer temps i veuria com es desenvolupaven les coses". La HAC havia seleccionat unes 91 zones segures a Ruanda, però amb la sortida del teatre dels contingents belgues i de Bangladesh, només hi havia suficients soldats de la UNAMIR per proporcionar seguretat a cinc locals de Kigali; l'hotel des Milles Collines, l'hotel Meridian i l'hospital King Faycal, atesos per l'empresa tunisiana de l'UNAMIR, i l'estadi Amahoro atés pel batalló ghanès de la UNAMIR. A més, una sèrie de tutsis van buscar refugi a la seu de la UNAMIR a l'hotel Amahoro i, llavors, el Comandant de la Força havia encarregat als seus observadors militars de l'ONU (MILOBs) de controlar la situació de seguretat a l'església de Sainte-Famille que estava sent garantida per la Gendarmerie de Ruanda i on un gran nombre de tutsis havien buscat seguretat. La resta de tropes de la UNAMIR van ser encarregades d'assegurar l'aeroport de Kigali per garantir l'evacuació i el lliurament aeri d'ajuda humanitària.
A principis de maig de 1994, el coronel Yaache va ser l'encarregat d'organitzar i conduir una evacuació de ruandesos especialment vulnerables des de l'hotel des Milles Collines, que havia estat garantit d'asil per diversos països europeus. Steć, Pazik i el major Donny MacNeil van participar en aquesta operació juntament amb una força de protecció formada per una secció de pacificadors tunisians."Vaig tenir una "Llista de Schindler" de les persones que ens van permetre salvar". MacNeil i Stec es van trobar llegint els noms dels pocs escollits al vestíbul de l'hotel. Les condicions per a la selecció van ser que se'ls havia concedit una visa i els seus patrocinadors podien garantir el seu suport financer. Tot i que l'operació va ser aprovada pels dirigents de l'armada ruandesa, l'intent d'evacuació no va tenir èxit, ja que el comboi va ser dividit i detingut per militars ruandesos i la Interahamwe. Després d'aquesta perillosa trobada amb aquests obstacles, a través de tenses negociacions, Yaache i MacNeil van aconseguir impedir la mort dels evacuats i van convèncer el lideratge ruandès perquè els evacuats tornessin amb seguretat a l'hotel des Milles Collines. Tot i que no hi va haver pèrdues de vides, alguns dels evacuats havien estat assaltats per les tropes ruandeses i la Interahamwe. En aquest punt, es va fer evident per al comandant de la força i els soldats de la UNAMIR que els dirigents militars i de gendarme de Rwanda no eren capaços de controlar la població i, en particular, la de la Iterahamwe. A escassos metres del Mille Collines, hi havia una església, l'Eglise St. Famille, amb més de 5.000 refugiats, on cada nit, la Interahamw, davant de la gendarmeria allotjada allà, arrossegava les víctimes per matar-les. Sense visats, no podien ser evacuats fora del país, però la presència de les patrulles MILOB de l'ONU va reduir significativament la violència i, més endavant, el HAC de l'UNAMIR va tenir èxit en l'evacuació dels que estaven en perill a la zona controlada del FPR.
Més tard, durant el maig del 1994, Steć i els seus companys, juntament amb el coronel Yaache i el BGen Dallaire, van concloure que encara es podia establir zones segures i va concloure que era correcte, però el suport polític no hi era, malgrat el fracàs continuat en obtenir un alto el foc i les massacres continuades que es produïen al país. Malgrat aquest contratemps, el HAC, a més de donar suport a les Nacions Unides i a ONGs amb el lliurament segur de subministraments humanitaris, va reactivar un pla per evacuar de manera segura els hutus que havien buscat protecció a la zona de FPR i als tutsis que s'havien refugiat a la zona controlada pel govern. Després de reunions formals amb el govern i el lideratge del FPR, es va formalitzar un acord pel qual el comboi de les Nacions Unides podia intercanviar un nombre igual de persones evacuades a les línies d'interior. Malgrat que el FPR va disparar aleatòriament de vegades als combois, durant el mes de juny de 1994, les tropes ghaneses de l'UANMIR van evacuar amb èxit uns 2.000 ruandesos de les primeres línies en perill. Aquests combois es van fer més i més difícils en funció de la situació tàctica dels costats oposats. Es va fer evident que l'operació es tornava ineficaç a mesura que el FPR avançava i posava en perill zones segures de la zona governamental. "En aquella època, va sorgir una sensació de rebel·lió a la UNAMIR; es van sentir murmuris d'una operació sense sentit entre observadors militars per descriure les transferències de refugiats que vam fer". Va ser llavors quan Steć va considerar desertar la UNAMIR i unir-se al Front Patriòtic Ruandès en protesta. Però encara tenia la llista de persones que se'ls permetia salvar i, en realitat, ho van ser.
Quan el Consell de Seguretat de les Nacions Unides, a instància del Regne Unit, havia determinat que la UNAMIR es retirés, deixant només una "força simbòlica" per "aplacar l'opinió pública", Steć va romandre a Ruanda tot i que el Consell va acabar enviant subministraments a la resta de pacificadors.

## Fundació Amahoro
Després de la finalització del genocidi al juliol de 1994, Steć va abandonar la UNAMIR i va assentar-se a la Haia amb la seva parella Heather Kilner. Treballant d'informàtic, va estalviar prou diners per establir al desembre del 2001, juntament amb Kilner, la Fundació Amahoro. Des de llavors, la fundació ha ajudat a nens, especialment orfes, oferint educació avançada i alleujament de la pobresa a Ruanda, connectant persones de bona voluntat, generalment recolzades només per un lloc web dissenyat per Stec.
Per la seva excepcional valentia a Ruanda, salvant vides assumint el risc de la seva, va ser agraït personalment pel president polonès Lech Wałęsa, que el va honrar amb la Creu del Mèrit per la Valentia. Steć va dedicar aquesta creu a tots els voluntaris que es van quedar a la UNAMIR i especialment al general Dallaire, "el coratge i el lideratge que ens van donar malgrat la manca de suport de la comunitat internacional".
El 2005, Steć va ser convidat a una presentació especial de l'Hotel Ruanda a la Haia. Després de la pel·lícula, que retrata els militars pacificadors com a ineficaços, va haver-hi una taula rodona durant la qual Steć va ser culpat públicament per no haver fet prou per salvar vides ruandeses.
Steć va caure malalt després de la visita. Va deixar de menjar malgrat la intervenció de psiquiatres que havien tractat soldats del batalló holandès de l'ONU a Srebrenica, i després va morir a causa de complicacions del trastorn d'estrès postraumàtic el setembre de 2005.
A la pel·lícula dramàtica canadenca de 2007, Shake Hands with the Devil, Steć és interpretat per Mark Antony Krupa.